# Braunsapis bislensis
Braunsapis bislensis är en biart som beskrevs av Michener och Sonia Borges 2003. Braunsapis bislensis ingår i släktet Braunsapis och familjen långtungebin. Inga underarter finns listade.